# 解放区

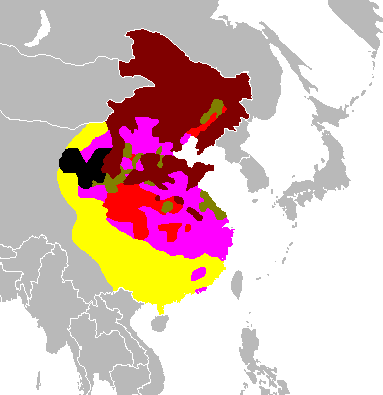
1949年9月，中华人民共和国建国前夕，中国共产党直接控制区域。黑色区域即陕甘宁边区。1945年中日戰爭結束後，中国共产党已實際統治中國北方部分區域，佔當時中國大陸四分之一。

在抗日战争和第二次国共内战期间，中国共产党及其军队所实际占领控制的区域，被中共自身称为解放区或红区，被中国国民党及國民政府（或中華民國政府）方面称为共匪地区，簡稱匪区，或称之为淪陷地区、淪陷区。这些地区与国民政府统治区域之间往往设置关卡，且拥有自主的地方武装、行政系统，并独立发行货币。

## 定义
中国共产党一般将抗日战争期间的中国划分为三个政治势力所控制的区域：
- 中国國民政府所统治的區域被中共称之为称国统区或白区；
- 中共自身控制的区域被中共称为解放区或红区，被國民政府或中華民國政府认为是武装割据地方、新时期的军阀[1][2]；
- 侵华日军和其扶持的傀儡政权所控制的区域称沦陷区或日伪区[3]:87，日本称之为治安区[4]:49。

## 历史
在第二次国共内战期间，中国共产党的解放军逐步打败中华民国政府军队，解放区范围日益扩大，国统区逐漸縮小。1948年11月，辽沈战役结束，淪陷区覆盖东北全境。当年，中华民国政府和相关机构开始陆续迁往台湾。1949年1月，平津战役结束，解放区覆盖华北全境。淮海战役结束，解放军攻占长江以北区域。4月渡江战役结束，解放区覆盖华东全境。10月1日，中华人民共和国建国，中共业已控制中华民国在北方的全部省份。至1950年初，中華民國政府丧失在中国大陆的剩余统治区域，僅剩台澎金马地区。撤退到台灣的中華民國政府称台澎金马地区为自由地区，称大陆中共占领区为淪陷区、匪区，称中华人民共和国政府为「匪偽政府」。

### 第二次国共内战时期

#### 华北、东北
- 晋冀鲁豫解放区
- 晋察冀解放区
- 内蒙古自治政府 → 内蒙古自治区
- 冀察热辽解放区
- 苏占旅大，苏军控制，中共参与行政，被称为特殊解放区。

#### 华中
- 鄂豫解放区
- 皖西解放区
- 豫皖苏解放区
- 豫陕鄂解放区
- 桐柏解放区
- 江汉解放区
- 中原解放区

#### 华东
- 苏皖解放区
- 山东解放区